# Stella (software)

Screenshot di Great Stella in cui è visualizzato un icosaedro.

Stella è un software creato dall'australiano Robert Webb, che contiene un database di poliedri, come ad esempio poliedri platonici, poliedri archimedei, solidi di Johnson, manipolabili attraverso operazioni di costellazione, sfaccettature, incremento, creazione di scafi convessi, ed altre.
Il programma è disponibile in tre versioni (Small Stella, Great Stella e Stella 4D) e permette anche la visualizzazione delle reti di poliedri in tre dimensioni.
Nel 2007 è uscito per la prima volta Stella 4D che permette, anche, la visualizzazione di politopi quadrimensionali (polychora), tra cui una vasta raccolta di tutti i polychora convessi uniformi. Essi possono essere selezionati da apposite librerie o generati dagli stessi utenti.